# Vauro Senesi

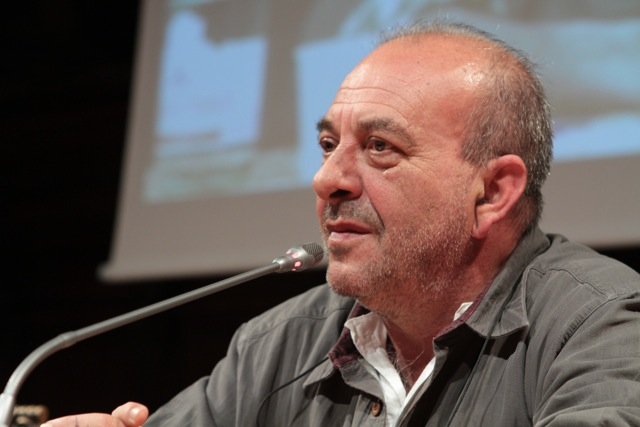
Vauro Senesi, 2011

Vauro Senesi oder auch nur Vauro (* 24. März 1955 in Pistoia) ist ein italienischer Verleger, Comiczeichner, Cartoonist und Karikaturist.
Im Jahr 1978 gründete Vauro die Satirezeitschrift Il Male, die bis 1982 erschien. Neben der Veröffentlichung von eigenen Büchern erschienen seine Illustrationen auch in diversen italienischen Zeitungen, Il Manifesto und Il Fatto Quotidiano.
Im Jahr 2009 wurde er international bekannt, als ihn der Fernsehsender RAI entließ, weil er in der Sendung Annozero Zeichnungen gezeigt hatte, die nach Ansicht der Verantwortlichen die Gefühle der Angehörigen von Erdbebenopfern verletze.